# Lusia (demo)
Lusia (in greco antico: Λουσία?, Lusía) era un demo dell'Attica, collocato nella valle del Cefiso, ad ovest di Atene, presso la moderna Nea Liossia.

## Etimologia
Il demo prende nome da un'eroina eponima, ma non si sa con certezza chi fosse: si ritiene che fosse una delle Giacintidi, ma già nell'antichità gli studiosi non erano d'accordo sull'identità di queste divinità. Secondo alcuni erano le figlie di Eretteo, secondo altri di Giacinto; tuttavia tutti concordano nell'affermare che furono sacrificate per evitare una sciagura.
Alcuni studiosi non credono che il demo possa prendere nome da una sola delle sorelle: dato che in Arcadia Demetra era chiamata Lusia (con il significato di "colei che lava"), questo epiteto potrebbe essere riferito al fiume che scorreva vicino al demo. 